# 冯国祥
冯国祥生平
萃升才子，傲立群雄
张学良将军在萃升书院时的得意门生。1928年，品学兼优的少年冯国祥被选拔为萃升书院首批50名学子之一。其人身材魁梧， 浓眉大眼， 鼻直口方， 一表人才。在校期间，成绩优异，常常受到院长张学良的褒奖。冯国祥多次与张学良将军讨论历史问题，深得器重，欲为张将军幕下留用。然而因“九•一八”事变，萃升书院被迫停办，诸多学子流亡北平。冯国祥后来毛遂自荐，追随历任萃升书院院监的国学大师于省吾先生。于省吾受聘为东北人民大学（今吉林大学）历史系教授后，亲笔写信给当时的东北人民大学校长匡亚明，强烈推荐冯国祥，称颂冯国祥在甲骨文和钟鼎文（金文）考释领域有独到专长。冯国祥此后被聘为东北人民大学（今吉林大学）历史系教授。
书香门第，雅号驰名
冯国祥乃辽宁省辽阳县刘二堡镇生人，出身书香门第。祖上世代行医，济世救俗。其父冯长富为当地开明乡绅，知书达理，乐善好施，信守“达则兼济天下，穷则独善其身”。土改前，便将祖上留下的大片田地分给当地的贫苦农民，并将冯家大院的府宅捐给革命政府。冯家大院多出大学人士，长子冯国祥及幼子冯国藩均荣登榜首，令人羡煞，远近驰名，兄弟两被冠以“冯大学”之美称。
文革劫难，与世无争
文革期间，冯家难逃厄运，冯国祥与冯国藩均被发回老家。红卫兵抄家时，将冯家珍藏的某些古典文献，古董字画，祖传的中医秘方等等打砸抢烧，损失无数。
文革后，冯大学兄弟平反，但二人早已淡薄名利，与世无争，多次拒绝升官晋职的机会。冯国祥后来受复出的古文字学家﹑时任吉林大学历史系教授的于省吾先生盛情邀请，再度出山，任吉林大学历史系教授，主教明史，负责培养研究生。
晚年复出，竭虑殚精
他以弘扬国学为主旨，同时倡导学以致用﹑躬行实践的时代参与精神，与旧时的八股取士、空谈论道、吟风弄月有本质的不同。冯教授晚年责成就读于吉林大学的侄女冯丹菁（现已移居美国）协助搜集整理古董古玩名人字画收藏品，并翻译大量考古文献和文化典籍，涉猎的领域极其广泛。冯老先生亦凭早年记忆和多方考证修复完善冯家祖传中医秘方。冯老先生暮年隐居故里，于1991年去世。

冯国祥晚年逸事拾遗
鸿雁传少帅，再续师生情
在有生之年，再也未能见到他敬爱的校长张学良将军。每当冯先生教研明史时，都会想起与张学良将军一起讨论问题的那段时光。冯国祥先生曾多次责成侄女冯丹菁通过外事部门查询张学良将军的联络地址，曾多次发出信函问候当时身在台湾的“张校长”，但信件却被台湾当局退回。1990年是张学良将军90华诞，冯国祥先生为庆祝恩师寿辰，再次给张学良写了一封贺寿信，这封信仍然被台湾当局退回。冯国祥没能向恩师表达敬爱、思念之情，但那些信件他却一直保存着。冯老临终前，把信件交到外甥喻少春手中，希望以后仍然有机会能把信件送到张学良将军手中，完成自己一生最后的心愿。冯国祥先生的后人历经辗转，终于与已经移居美国的张学良将军取得联系。在有关台协人士的帮助下，将张学良将军亲手培植的800多盆兰花从台湾带到张将军的故乡鞍山，并在将军家乡的土地上建起“张学良兰花苑”。一段难了的师生情谊搭起了少帅与家乡人沟通的桥梁，让它们在张将军家乡的土地上飘香，帮老人圆了归乡梦。
　　